# Рябченко, Сергей Васильевич
Сергей Васильевич Рябченко (1 июня 1923, Александрия, Екатеринославская губерния — 27 июня 1992, Одесса) — советский и украинский художник-график.

## Биография

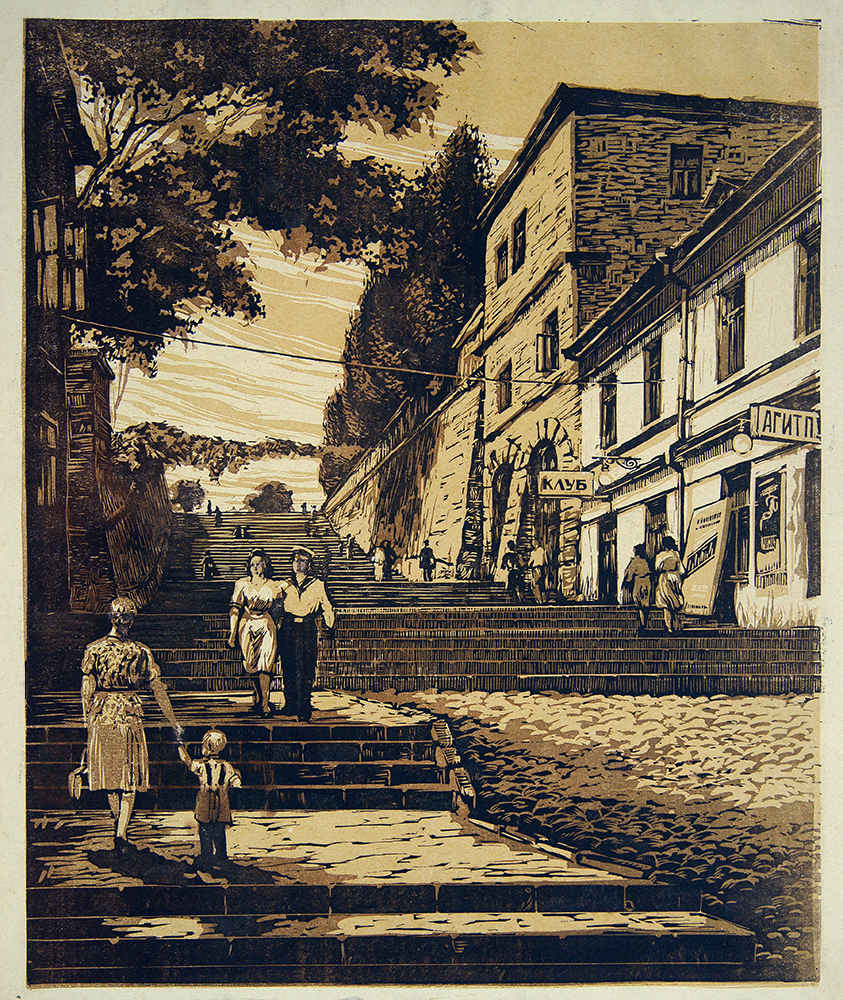
Сергей Рябченко, «Спуск Ласточкина», бумага, цветная линогравюра

Сергей Васильевич Рябченко родился 1 июня 1923 года в городе Александрия Кировоградской области.
С детства любил рисовать. Годы молодости совпали с началом Великой Отечественной войны. На фронте во время затишья делал зарисовки солдат. Как участник Второй мировой войны награждён орденом Красной Звезды, орденом Отечественной войны; медалями: «За отвагу», «За взятие Будапешта» и «За взятие Вены».
После демобилизации Сергей Рябченко возвращается в Александрию и работает в управлении комплектования оборудования треста «Українавугілля», затем переезжает в Одессу и в 1947 году поступает в Одесское художественное училище имени М. Б. Грекова. Его учителями по специальности становятся — Л. Е. Мучник, М. К. Поплавский, М. М. Муцельмахер. На дипломном курсе художник знакомится со своей будущей женой, студенткой педагогического училища — Ольгой Степановной Рябченко. В 1953 году оканчивает обучение в училище.
В 1954 года дебютирует на республиканской выставке, с 1956 года участвует во всесоюзных и зарубежных выставках.
С 1959 года — член Союза художников СССР.
Умер 27 июня 1992 года в Одессе.

## Творчество
Сергей Рябченко признан одним из ведущих графиков Украины. Он работал в области станковой графики в техниках рисунка, офорта, линогравюры, литографии, акварели. К основным произведениям художника относятся: серия офортов и линогравюр «Пейзажи Одессы» (1954—1961); серия литографий «Военный флот» (1959—1960); серия линогравюр «Легендарные герои войны» (1963—1965) и др.

## О художнике
Лишённые внешних эффектов, рисунки Сергея Васильевича Рябченко рассчитаны на внимательное и неторопливое созерцание. Сквозь их внешнюю простоту и образно-формальную «открытость» проступает увлечённость художника самим процессом рисования — теми линиями, пятнами, штрихами на бумаге, которые способны воспроизводить окружающий мир. В них нет искусственного пафоса и стремления понравиться зрителю, а есть нечто совсем иное — честный и открытый взгляд, стремление приблизиться к чуду природы, которое каждый раз возникает заново.

В своей книге «Пейзаж в искусстве» исследователь Кеннет Кларк проницательно отметил: «Реалистический пейзаж, который неосведомлённые люди считают одним из самых простых видов живописи, на самом деле — один из самых непостижимых, где успех исключительно редок и случаен». Тем более это относится к графике, где, как правило, немного цвета с его эмоциональностью и выразительностью, и потому особенно важен взгляд художника, который выбирает из окружающего мира то, в чём видит смысл и ценность. И здесь произведения одесского художника Сергея Васильевича Рябченко выступают не только частью истории украинского искусства второй половины XX века, но и несут в себе собственную тему — умение видеть, которое превращает любой мотив в произведение искусства. А ещё — ту человечность, которая, как трава или вода, способна пробиваться сквозь любые притеснения, преодолевать преграды, наполнять привычные формы правдивостью и теплотой.
Галина Скляренко, искусствовед, арт-критик, куратор

## Коллекции
- Национальный художественный музей Украины (Киев, Украина)
- Одесский национальный художественный музей (Одесса, Украина)[6]
- Мемориальный музей К.Г. Паустовского (Одесса, Украина)
- Луганский областной художественный музей (Луганск, Украина)[10]
- Симферопольский художественный музей (Симферополь, Украина)[11]
- Севастопольский художественный музей имени М. П. Крошицкого (Севастополь, Украина)[12]
- Сталинградская битва (музей-заповедник) (Волгоград, Россия)[13]
- Новокузнецкий художественный музей (Новокузнецк, Россия)[14]

## Семейная династия
- Сын — Василий Рябченко (род. 1954) — украинский художник, одна из ключевых фигур современного украинского искусства и Новой украинской волны.
- Внук — Степан Рябченко (род. 1987) — украинский медиа художник, работающий в области цифрового искусства, концептуальной архитектуры, скульптуры и световых инсталляций.